# Jerzy Snoppek
Jerzy Snoppek (ur. 4 kwietnia 1904 w Katowicach, zm. 1944) – polski bokser kategorii półśredniej, olimpijczyk z Amsterdamu (1928).

## Życiorys
Uprawiał boks w katowickich klubach P.S.C. (1924) i BKS (1925–1928). W roku 1925, startując w mistrzostwach Polski został brązowym medalistą w wadze półśredniej po porażce z Janem Arskim, a w 1927 drużynowym wicemistrzem kraju z zespołem BKS Katowice. 14 lipca 1928 wystąpił w pierwszym międzypaństwowym meczu z Austrią. W wadze średniej pokonał Rautera.
W roku 1928 wziął udział w Igrzyskach Olimpijskich w Amsterdamie gdzie w 1/32 w kategorii średniej przegrał walkę na punkty z Anglikiem Fredem Mallinem.
W czasie II wojny światowej pełnił funkcję prezesa Śląskiego OZB (Oberschlesicher Box Verband). Wcielony do Wehrmachtu walczył na froncie w kompanii „Pionier” i podczas walk w roku 1944 został uznany za zaginionego.